# Ubuntu (字體)
Ubuntu字型家族是一個OpenType字型，被設計為現代的人文主義體字型，由Canonical公司委託Dalton Maag所設計。這個字型歷經約九個月的開發，其中只有釋出過一次測試版，直到2010年9月。它在Ubuntu 10.10成為了預設字型。
Ubuntu字型家族以Ubuntu字型授權條款釋出。

## 歷史與特色
這套字型第一次使用是在2010年10月，隨著Ubuntu 10.10一同釋出，有正規、斜體、粗體、粗斜體等四種英文字體。而隨著Ubuntu 11.04於2011年4月的釋出，增加了其他語言的支援。而最後一共包括了13種字體：
- Ubuntu正規、斜体、粗體及粗斜體[5][6]
- Ubuntu等宽字体的正規、斜體、粗體及粗斜體[5][6]
- Ubuntu Light的正規、斜體[5][6]
- Ubuntu Medium的正規、斜體[5][6]
- Ubuntu Condensed只有正規[5][6]

可在終端機中使用的等寬版本，原先預計隨Ubuntu 11.04一同釋出。但它因為一些原因被推遲到Ubuntu 11.10才成為預設的系統等寬字型。
這套字型完全相容於Unicode，並包含了拉丁字母擴充A/B、希腊字母、西里尔字母。另外，它也成為第一個包含印度盧比符號的作業系統原生字型。這個字型的設計是用於螢幕顯示，其字距對正文大小進行了最佳化。

## 使用
Ubuntu字型家族是目前及未來開發版本的Ubuntu作業系統的系統預設字型，並也用於Ubuntu專案的品牌標示上。
Ubuntu字型家族已經被包括在Google Fonts目錄中，讓它更容易用於網路字型，到2011年4月26日為止，它被包含在Google文件內供使用者使用。

## Ubuntu字型授權條款
Ubuntu字型授權條款是一個設計用於Ubuntu字型家族的授權條款，自0.68版開始使用。這個授權條款是基於SIL開源字型授權進行修改。 
Ubuntu字型授權條款允許使用的字型可以「自由的使用、研究、修改及再分發」。此授權條款是一個Copyleft的授權條款，所有的衍生作品都必須使用同一個授權條款進行散佈。但使用該字型的文件並不需要使用Ubuntu字型授權條款來授權。

## 外部連結
- Ubuntu字型家族首頁（页面存档备份，存于）
- 在Ubuntu Wiki上的Ubuntu字型家族（页面存档备份，存于）